# Eriksöre
Eriksöre är en bebyggelse i Vickelby socken i Mörbylånga kommun i Kalmar län, belägen på västra Öland just söder om Färjestaden. Från 2015 räknas bebyggelsen som en del av tätorten Vickleby.

## Administrativ historik
1990 avgränsades bebyggelsen till småorten Eriksöre strax norr om Karlevi. Till nästa avgränsning, 1995, hade de båda orterna blivit en under benämningen Karlevi med 72 hektar. År 2000 minskade Karlevi i yta (den södra gränsen drogs länge norrut) och den småorten fick då benämningen Karlevi och Eriksöre.